# 杜爾馬
杜爾馬是沙特阿拉伯的城鎮，位於該國中部，距離首都利雅得73.4公里，由利雅得省負責管轄，2004年人口10,267。1775年，該鎮居民在鄰近的棕橄樹林擊退來自奈季蘭的外族入侵。

## 外部連結
- Website （页面存档备份，存于）

24°37′02″N 46°13′32″E / 24.617261°N 46.2255788°E